# 白济汛乡
白济汛乡，是中华人民共和国云南省迪庆藏族自治州维西傈僳族自治县下辖的一个乡镇级行政单位。

## 词源
“白济汛”因邻近白济村，清代设汛而得名。“白济”为白语“白资”的雅称，意为“白族居住的地方”。

## 行政区划
白济汛乡下辖以下地区：
白济汛村、统维村、永安村、施底村、干坝子村、碧落村、共厂村、共乐村、共恩村、共元村和共吉村。